# Championnats de France de cyclisme sur route 2006
Les championnats de France de cyclisme sur route 2006 se sont déroulés à Chantonnay en Vendée.

## Résultats

### Hommes
| Épreuves         | Or               | Or              | Argent          | Argent | Bronze          | Bronze |
| Course en ligne  | Florent Brard    | 5 h 52 min 52 s | Thomas Voeckler | à 21 s | Didier Rous     | m.t.   |
| Contre-la-montre | Sylvain Chavanel | 1 h 03 min 35 s | Didier Rous     | à 26 s | Christophe Kern | à 49 s |

### Femmes
| Épreuves         | Or                     | Or | Argent          | Argent | Bronze            | Bronze |
| Course en ligne  | Jeannie Longo-Ciprelli |    | Béatrice Thomas |        | Élodie Touffet    |        |
| Contre-la-montre | Jeannie Longo-Ciprelli |    | Edwige Pitel    |        | Maryline Salvetat |        |

### Moins de 23 ans
| Épreuves                         | Or              | Or | Argent             | Argent | Bronze          | Bronze |
| Course en ligne moins de 23 ans  | Florian Morizot |    | Guillaume Le Floch |        | Blaise Sonnery  |        |
| Contre-la-montre moins de 23 ans | Jérôme Coppel   |    | Florian Morizot    |        | Sylvain Georges |        |

### Championnat féminin
Le vendredi 23 juin 2006, Jeannie Longo-Ciprelli devient à nouveau championne de France de cyclisme sur route, à l'âge de 47 ans.

### Championnat élite amateur masculin
Le samedi 24 juin 2006, Dimitri Champion (Vendée U) devient champion de France espoir 2006 devant Arnaud Lesvenan (Côtes d'Armor-Maître Jacques) et Nicolas Rousseau (UC Châteauroux).

### Championnat masculin
Comme souvent lors de cette épreuve, l'équipe de Jean-René Bernaudeau, portant actuellement les couleurs de Bouygues Telecom, est la plus représentée au départ de l'épreuve (26 coureurs sur 132). Pour cette équipe, l'enjeu est renforcé par le fait que l'épreuve se court à domicile : en Vendée.
Alors qu'au onzième tour une première sélection avait scindé le peloton en deux, laissant à l'avant un groupe de 35 coureurs environ, une attaque de Christophe Agnolutto (coureur de l'équipe Agritubel ayant déjà prouvé sa capacité à mener une échappée solitaire jusqu'à la victoire, notamment lors de l'étape Tours-Limoges du Tour de France 2000) ne fut contrée que par Christophe Moreau, de l'équipe AG2R Prévoyance, et l'ancien champion de France Thomas Voeckler, de l'équipe Bouygues Telecom.
Ils étaient suivis par un groupe de huit coureurs, composé de Sylvain Chavanel (Cofidis), de Nicolas Jalabert (Phonak), de Florent Brard (Caisse d'Épargne-Illes Balears), de Patrice Halgand (Crédit agricole), de Christophe Mengin (Française des jeux), de Sylvain Calzati (équipier de Christophe Moreau, qui se trouvait en tête) et de Didier Rous et Anthony Geslin (équipiers de Thomas Voeckler, se trouvant également en tête).
En toute logique, alors que Chavanel et Jalabert se démenaient pour revenir sur le trio de tête, leurs efforts étaient contrés tantôt par Rous, tantôt par Geslin, plus rarement par Calzati. Toujours est-il que ces trois équipiers étaient comme l'ancre flottante du groupe de poursuivants, qui peinait à revenir sur le trio de tête. Lequel ne fut bientôt plus qu'un duo, car Agnolutto, qui peinait en côte et ne prenait plus guère que des relais sur le plat, n'en pouvait plus mais : distancé, il se maintint quelque temps dans le groupe de poursuivants, puis lâcha prise.
À sept kilomètres de la fin de l'avant-dernier tour, à la faveur d'une petite montée, Florent Brard, faisant preuve d'une vraie intelligence de la course, réussit à fausser compagnie au groupe de poursuivants. Ce vrai rouleur revint rapidement sur le duo de tête et se laissa exactement un tour... pour porter une nouvelle attaque, exactement au même endroit ! En raison d'un bluff typique du cyclisme et - malheureusement pour lui - trop long de quelques secondes, Voeckler, qui surveillait Moreau, tarda à contrer. Quand il le fit, c'était trop tard : ne pouvant revenir sur Brard, il flancha.
Rous se lançait alors dans une contre-attaque désespérée, et parvenait à revenir sur Moreau et Voeckler pour leur ravir la deuxième place... mais pas la première : Florent Brard était champion de France. Quant à Calzati, il se classait cinquième.
Rous et Calzati, qui en ce 25 juin 2006 avaient sans doute les jambes pour devenir champion de France, peuvent nourrir quelques regrets de s'être cantonnés à leurs courses d'équipiers.
Cette course, grosse désillusion pour l'équipe Bouygues Telecom, est une aubaine pour l'équipe espagnole Caisse d'Épargne-Illes Balears, qui n'alignait que trois coureurs au départ de ce championnat de France.